# 變形金剛：地球火種
《變形金剛：地球火種》(Transformers: Earthspark)是一部由加拿大和美國合作製作的電腦動畫系列，改編自孩之寶(Hasbro)的變形金剛玩具系列，由尼克兒童頻道和Entertainment One制作，在第二季則加入了88動畫工作室。本作於2022年11月開始首播，第一季於2023年7月播映結束，也授權給NETFLIX，第二季在2024年6月7日開始播映，第三季則在同年10月25日上線Paramount+。一款根據本系列改編的電玩遊戲《變形金剛：地球火種─征戰》(Transformers: Expedition)在2023年10月23日上於Steam平台上發佈，日本於2023年10月1日週日早上9點15分在東京電視台播映。

## 故事背景
在通往賽博坦的太空橋被摧毀後，博派和狂派的戰爭已經結束整整十五年了，馬爾托一家也從費城搬到賓夕凡尼亞洲的魏瓦奇小鎮(Witwicky)。家中的兄妹─羅比和茉在那裏見證了最新一代地球原生變形金剛的誕生，被稱為「地球金剛」，並通過特殊的賽博袖套(cyber-sleeves)和其建立了共享情感聯繫。現在，這些Terren被馬爾托一家收養，並接受大黃蜂的秘密指導，和博派成員們、向善的前狂派領袖密卡登、鬼影局合作，保護他們的新生活不被其他在逃狂派或是其他邪惡力量的侵害，並試著在世界中找到自己的定位。

## 角色

### 地球金剛(Terren)
由坤特斯至尊的聖物、餘燼礦石所創造出來的地球原生變形金剛，地球金剛(Terren)的名字延伸自地球(Terra)延伸，意指他們是從地球誕生的這一點。

#### 馬爾托金剛(Maltobots)
在某個洞窟中，經由餘燼礦石創造出來的地球原生變形金剛，彼此之間有共享情感，並且也透過賽博袖套和羅比和小茉產生共享情感連結。馬爾托金剛(Maltobots)的稱呼來自馬爾托(Malto)家的姓氏，因為目前這些地球金剛全數被馬爾托一家收養。在第二季中，馬爾托金剛們身上都增加了坤特思至尊的標誌，不同於博派或是狂派的派系標誌。
- 推奇‧馬爾托(Twitch Malto)，（美）凱瑟琳‧卡瓦里(Kathreen Khavari)（日）斎藤千和

又譯為速前。
第一代地球原生體，身材最嬌小的一位。個性好勝，早期有些孩子氣，但是之後開始有大姊的自覺，是所有地球原生體中最堅持到底的一位。變形為一架由輪傑所設計的無人飛行機，可以使用無人機的機翼當成能量刀刃，在第6集接受無人機的設計者─輪傑的指導後，可以使用衝擊光束癱瘓其他變形金剛，或是召喚能量盾牌。是羅比的搭檔。
- 錘吉‧馬爾托(Thrash Malto)，（美）澤諾‧羅賓遜(Zeno Robinson)（日）武内駿輔

又譯為刺勒。
第一代地球原生體，體格瘦長，個性愛好玩樂、較為衝動。變形成一輛帶有邊車的摩托車，其邊車在機器人型態可以變成大盾使用，或是縮成圓盾拋出。小茉的搭檔。
- 標籤‧馬爾托(Hashtag Malto)，（美）史蒂芬妮‧萊梅林(Stephanie Lemelin) （日）能登麻美子

又譯為妙語。
第二代地球原生體，在第9集登場。體格最高大的一位，個性容易興奮，熟悉網路和各種媒體技巧。在第11集獲得自己的變形型態─一輛鬼影局的監視車，因此可以連上鬼影局的網路，可以把雙腳變成輪胎、以滑動方式前進。在第18集中被再造人的裝置心靈控制過。在第二季第3集替換載具模式為一輛皮卡，在機器人型態之下也變得比較圓潤、女性化。
- 破顎者/崩牙糖‧馬爾托(Jawbreaker Malto) ，（美）賽勒斯‧阿諾德(Cyrus Arnold)（日）小伏伸之

名字Jawbreaker字面翻譯為「破顎者」，是指一種美國糖果「崩牙糖」，這種糖果是一顆無法咬碎、極度堅硬的糖球。台灣版將他的名字翻譯為「硬蕊」。
第二代地球原生體，在第9集登場。體格矮壯，可以將自己縮成一團圓球滾動。個性較為纖細敏感。最晚獲得變形型態的一位，曾經為此請教過大黃蜂、密卡登、艾莉塔等人，最後在第19集接受鋼鎖的指導後，獲得冥河龍的野獸型態、成為機器恐龍。在野獸型態可以用頭部撞擊製造出巨大的衝擊波。
- 夜裟‧馬爾托(Nightshade Malto)，(美）Z‧因凡蒂(Z Infante)（日）山口勝平

夜裟，也譯作夜影。
第二代地球原生體，在第9集登場，體格高挑。個性充滿好奇心，具有科學頭腦，建造了穀倉下的地下碉堡。變形金剛系列中的第一個非二元性別角色，其配音員亦為非二元性別者。在第13集和在逃狂派科學家狼蛛成為朋友，並獲得猛鴞的野獸型態。夜裟的代词是「它们(They)」。可以使用尖銳的金屬羽毛作為武器，在機器人形態下頭部兩側的羽毛可以往下變成類似圍脖的構造。
在早期的美術設定概念圖中，可以看到夜裟的機器人型態原本應該有更多貓頭鷹的元素，像是手臂和耳朵的羽毛等等，並且在貓頭鷹模式時可以變形成類似戰鬥機形狀的「攻擊模式」，且頭部有過多種不同設計，最終才以本作中的樣貌定案。

#### 混沌地球金剛(Chaos Terren)
在第二季出場，由於餘燼礦石的碎片產生、驅動的地球金剛，因為以餘燼礦石的碎片作為原動力、所以體內都有一塊餘燼礦石，不過也需要飲用洞穴中的水。
- 餘波(Aftermath)，由嗆紅辣椒樂團貝斯手「跳蚤」邁克爾·彼得·巴爾扎里（Michael Peter Balzary)配音[11]

在第二季第一集〈餘波〉出場，由餘燼礦石的碎片插入水坑中、並撞上一輛拖車而產生，並在打擊的勸說下加入狂派，在第二季第十集〈魏瓦奇 下〉中，天王星為了取出其體內的餘燼礦石碎片而將其殺死。對於身為混沌地球金剛的身分頗具有認同感，在火舌出現後將其稱之為「姊妹(Sister)」。
在第三季第八集，其身體被用作接受混沌能量的容器，因此在接收了大量的渾沌能量後復活，並加入主角方陣營對抗昆特紗人、期間一度與其他人合體過。在擊退昆特紗人後再次離開、並順道帶走火舌。
個性火爆、喜換搞破壞和砸東西，不在意他人感受。
體格高大，身體以紫色和黑色為主，變形成一輛有尖刺的拖吊卡車，右手可以伸出雷射槍、左手則有鐵鍊和鉤子、可以射出並勾住物體。
- 火舌(Spitfire)，由薩爾達‧瑞‧威廉斯(Zelda Rae Willams)配音[11]

於第二季第六集〈火舌〉出場，在空中爭奪礦石的時候意外誕生的原生體，並在推奇的勸說下、在撞到地表前掃描了輪傑製作的第二代無人機，因此在機器人模式下長相、體型、身體結構都和推奇一模一樣，不過身體以綠色為主，光學鏡(眼睛)則是紅色的。在第二季第七集加入狂派，但是在第十集被天王星殺死，以取出火舌體內的餘燼礦石碎片。在第三季第八集，其身體被用作接受混沌能量的容器，因此在接收了大量的渾沌能量後復活，並被說服作為主角方的盟友對抗昆特紗人，在推奇受傷期間代替她的位置和錘吉合體。在擊退昆特紗人後被餘波用鉤爪鉤走、一同離開。
個性冷酷、好勝，與推奇爭奪博派的特殊任務中為了取得勝利不惜犧牲他人生命安全。
因為掃描的是推奇的載具型態的升級版本，所以具備所有推奇具有的能力，並具有更先進的機能，速度更快、力量更大、可以隱形，並且可以過實體接觸和推奇交換身體。

#### 泰坦金剛(Titan)
- 泰拉托納絲(Terratronus)，由克勞蒂亞·布雷克(Claudia Black)配音

非常古老的地球金剛，由昆特思至尊本人在數百萬年前在地球上被創造出來的泰坦，目的是為了保護餘燼礦石不被昆特紗人偷走。不過目前她在劇中尚未表現出是否具有變形能力。
就像大多數泰坦一樣，她非常巨大，她在數百萬年前就坐在原地不動、守護著餘燼礦石，土石慢慢在她身上堆積成如今的魏瓦奇，而她巨大複雜的身體便形成魏瓦奇地底複雜的管道系統。
在第二季第九集、第十集〈魏瓦奇〉中被茉和標籤喚醒，但是天王星成功透過腐化的餘燼礦石控制了她的巨大身體、使其上半身伸出地表、對魏瓦奇造成嚴重破壞，直到羅比和茉用自身內含的坤特思至尊能力淨化餘燼礦石才解除其控制，之後便暫停在最後一刻的動作、而天王星則被關在她的頭顱中，一直到在第三季第八集中被茉以火種再生鑰喚醒、天王星被凍結後關押，並加入對抗昆特紗人的戰鬥中。一度佔據上風，但是在對方的船艦主武器面前受到重創，之後透過和茉、標籤、硬蕊、餘波等人合體獲得了增強的力量、身上出現由坤特思至尊的能量所構成的盔甲和武器，並成功摧毀坤特紗人的船。在之後表示很榮幸願意接受柯博文的指揮，對於服務在最後一位至尊感到榮幸。

### 博派(Autobot)
賽博坦人的兩大派系之一，和狂派之間發生了長達數百萬年的內戰，為了爭奪火種源來到地球，之後接受密卡登的投誠，但持續和其他狂派對抗。在第一季時和鬼影局合作，追捕緝拿其餘的在逃狂派。
第二季鬼影局解散後，以一處廢棄的鬼影局基地作為主要據點。
- 柯博文(Optimus Prime)，（美）艾倫‧圖戴克(Alan Tudyk)（日）玄田哲章

博派領袖，維持經典的紅藍配色塗裝，武器包括槍械和不同的能量斧，可以從手中延伸出一隻長柄能量斧，或是將雙手都變成短斧後擲出。經典的面罩可以收起，通常只有在任務中才會升起。變形成一輛半聯結式長鼻卡車。在本作中有一輛拖車車廂，不過和其他版本會自動出現、消失的拖車不同，只有部分時候會搭載，並且有一般模式和武裝模式，武裝模式的拖車車廂有好幾門火砲。
個性溫和，對所有人都很有耐心，積極促進變形金剛和人類之間的關係，但也不完全信任鬼影局。在鬼影局解體後持續率領博派和密卡登。和巡弋者認識很久了。
在第6集〈傳統〉提到他原本並不是領袖，而是被至尊們賦予了領袖矩陣這項禮物，同時也接受了對應的責任。
- 大黃蜂(Bumblebee)，（美）丹尼‧普提(Danny Pudi)（日）木村良平

曾經是博派中的菜鳥偵查兵，現在是潛藏在馬爾托家的博派老將，同時也擔任地球原生體的導師。載具型態是一輛有黃黑色條紋的賽車以掩人耳目，曾經掃描一輛黃色、黑色條紋的緊湊型轎車，此型態在第一季第16集〈戰區〉曾經出現過，此時機器人型態的身形比較接近G1動畫、較為圓潤。喜歡競速，和同樣喜好賽車的狂派成員死火是朋友，即使在戰時加入不同的派別依然維持友情。個性風趣幽默，對地球金剛們非常照顧。在先前的戰役中被鬼影局認定為死亡，因而可以暗中照顧地球金剛們。在第二季後，因為鬼影局解散，所以和博派夥伴重聚，大部分的時間都待在從鬼影局基地改造的新據點、不再花那麼多時間和馬爾托一家相處。
- 艾麗塔(Elita-1)，（美）希西‧瓊斯(Cissy Jones)（日）柚木涼香

博派副指揮官，個性隨和、剽悍，武器是兩柄雷射槍，變形成一輛全地形SUV。不確定本作中她和柯博文的關係是否像G1設定一樣為戀人，柯博文指稱這段關係「十分複雜」。重視肉搏技能，經常鍛鍊，在鍛鍊時會說「博派，健身！」，原文是「Autobots, work out!」，和柯博文每次在出擊前的的口號「博派！出發！」(Autobot, roll out!)聽起來非常類似。
- 輪傑(Wheeljack)，(美）麥可‧T‧道尼(Michael T. Downey)（日）上田燿司

博派科學家和機械師，變形為一輛白、紅、綠色的拉力賽車，臉上有類似鬍鬚的紋路，可以開啟經典的橫紋面罩。
在第6集〈傳統〉首次出場，一開始誤以為推奇是自己的無人機，對其「發展出自我意識」還「幫自己命名」而感到興奮，後來因為設計了推奇掃描的無人機而被推奇視作父親，被起了「老爸二號」的綽號。一開始不太願意接受這個稱號，但後來願意接受推奇的認親，並對其他人如此自稱，並和推奇擁抱。
在第24集〈魏瓦奇之戰〉參與馬爾托牧場大戰，但是因為配戴鬼影局標誌，最後被卡芙特探員控制擊倒，在第25集〈最後希望 上〉時和一同被徽章控制的雅希、鋼鎖來到橋上攔阻大黃蜂一行人。在第三季第八集再出場，作為科學家和夜裟一起想到解決混沌風暴的方法。
- 雅希(Arcee)，（美）瑪莎‧馬利昂(Martha Marion)（日）菲魯茲·藍

女性博派成員，變形成一輛古典肌肉車。曾經在大黃蜂出任務時代替他成為地球原生體的一日導師，喜歡用不合理的待遇讓學生為自己發聲，之後和地球原生體們一起去支援柯博文等人對抗音波和他的磁帶金剛。在第25集〈最後希望 上〉和輪傑、鋼鎖被再造人利用鬼影局徽章控制，在橋上攔阻大黃蜂和施洛德探員。在第二季之後和其他博派同伴一同行動。
- 鋼鎖(Grimlock)，由凱斯‧大衛(Keith David)配音

機器恐龍，變形成一隻機械暴龍。體型巨大，機器人型態是大黃蜂的兩倍高，力量強大，可以重踏地面造成衝擊波，造型與其經典造型相符。在陷入狂怒時眼睛會變成紅色的，平時則是藍色。
在第一季第17集、第18集〈家〉中首次出場，鋼鎖在由狂派金剛疾瘋和雷射鳥經營的地下變形金剛拳擊賽中做為其中一名選手，最初是被柯博文分派任務，但在未知的時間點被再造人控制，被地球原生體們解除控制後離開現場。在第19集〈冥河局勢〉中擔任破顎者的導師，不過因為想起被心靈控制時的狀態而又再次陷入狂怒，最後被阻止。
在第一季25、26集〈最後希望〉時因為配逮鬼影局的徽章而再次被再造人控制，並且和同樣被控制的輪傑、雅希在橋上攔截了大黃蜂等一行人，之後由大黃蜂負責留下並拖住他。在再造人啟動能量脈衝時倒下，同樣也在羅比和茉釋放坤特斯至尊的力量時重新甦醒。在第二季之後和其他博派同伴一同行動。
- 宇宙飛碟(Cosmos)，由「怪人」奧爾‧楊柯維奇("Weird Al" Yankovic)配音[11]

登場於第二季第4集〈蝴蝶效應〉。在很久以前就被鎖死載具模式、困在魏瓦奇小鎮的一個遊樂場裡成為遊樂器材，並相當受到歡迎，直到遇上主角一行人才被釋放。在第三季第8集回歸，作為少數的空中戰力支援。
外觀和G1動畫類似，身體以綠色和黃色為主、有一個紅色的頭盔，變形成一個傳統形象的飛碟。不過體型沿用IDW2005的世界觀，比一般變形金剛高大許多。
- 巡弋者(Prowl)，由艾瑞克‧鮑薩(Eric Bauza)配音[15]

登場於在第三季第4集〈無人掉隊〉中登場。其原先是在賽博坦上駐守的博派成員，為了找到和賽博坦失聯的柯博文等人而駕駛飛船離開，並為了以防萬一而帶上了火種再生鑰(Spark Regenerator Key)。在接受到宇宙飛碟的訊號後成功鎖定地球，但是在進入大氣層後燃料用盡、飛船墜毀在狂派所在的穹頂內。
在本作中的定位是柯博文的老友角色。因為資訊停留在早期，所以一開始並不知道密卡登已經加入博派的事實，即使在知道後還是對其極度不信任。
外觀和G1動畫類似，身體以黑白兩色為主，背後有類似翅膀的構造、頭上有紅色的角。武器是兩隻手炮，雙腳的腳踝可以伸出推進器進行飛行或衝刺。作為初次來到地球，尚未掃描地球載具，變形成某種賽博坦飛行車輛，亦可在地面行駛。

### 狂派(Decepticon)
由密卡登在賽博坦上創建、率領的派系，和博派展開曠日廢時的戰鬥。為了爭奪火種源來到地球，但是密卡登後來轉投博派後，改由天王星率領，在火種源爆炸後留在地球、並對抗博派和鬼影局，在第一季末也一起對抗再造人。
在第二季再次回歸反派位置，大部分成員都接受天王星的率領、目的是搶走所有餘燼礦石碎片、打造地球原生體大軍以征服地球。在第三季中，大部分成員都還被困在羅比和茉運用坤特斯至尊的力量創造的力場穹頂中，且因為天王星被困在泰拉托納絲的頭部的關係，所以改由震盪波領導。在第4集中，除了天王星以外的成員成功劫走巡弋者的船艦、衝破穹頂離開地球。
- 密卡登(Megatron)，（美）羅伊‧麥克坎恩(Rory McCann)（日 ）千葉繁

前狂派領袖，為了確保賽博坦人的生存而放棄了原先的暴力途徑，不過這樣的做法讓他和部分狂派產生了一些分歧，並被部分在逃狂派視為「叛徒」。在故事開始時在鬼影局在監管下，和博派一樣與人類合作，或是偶爾會和桃樂絲‧馬爾托合作。在英語配音中有蘇格蘭口音。
武裝是右手上的融合炮(Fusion Cannon)，強大的火力也可以做為推進力使用，載具型態是一架重武裝裝甲傾轉旋翼機，類似其在《變形金剛進化版》的載具，在載具型態可以射出大量飛彈。胸口的標誌原本是鬼影局徽章，在第二季鬼影局解散後恢復原本的狂派標誌。
在15年前決定放棄原先的狂派暴力道路，現在雖然與博派一樣和鬼影局進行合作，但是對於鬼影局並不信任，尤其是對於拘捕狂派的處理方式十分不滿，並且會相當直接地向柯博文表示，尤其厭惡將變形金剛鎖死在特定型態的箝制螺栓(restraining bolts)。雖然不再是狂派領袖，但依然在意狂派成員的福祉，像是在第8集〈圈套〉中放走了磁帶金剛，或是在第21集〈何居其處〉最後決定放走天王星等人。
- 詐騙(Swindle)，（美）諾蘭‧諾斯(Nolan North)（日 ）加藤賢崇

狂派逃犯，硬頂的兄弟，變形成一輛SUV。
在第1集〈秘密傳承〉和硬頂接獲艾莉塔刻意釋放的線報而進入艾莉塔和柯博文設置的陷阱，之後硬頂被逮補、詐騙僥倖逃脫。在第4集〈家規〉中曾經利用錘吉和茉試圖偷取能量掃描儀，不過最後被擊退、但是成功逃跑。之後再次嘗試透過地道找回硬頂，結果剛好遇到在桃樂絲的巡警小屋休息中的桃樂絲和柯博文，在經過一番追逐後被逮捕。在第21集〈何居其處〉的逃獄計畫中失敗。在第26集〈最後希望 下〉被夜裟釋放，一開始選擇離開，但最後回來參與對再造人的大反攻。
在第二季後加入天王星旗下，和其他狂派一起行動。
- 硬頂(Hardtop)，（美）諾蘭‧諾斯 (日）遊佐浩二

狂派逃犯，詐騙的兄弟，變形成一輛沙丘越野車，在被再造人控制時期被拆下右臂當作義肢，之後一直維持獨臂的狀態。
在第1集〈秘密傳承〉和詐騙接獲艾莉塔刻意釋放的線報而進入艾莉塔和柯博文設置的陷阱，之後硬頂掩護詐騙逃脫，但他自己被逮捕，然而硬頂的囚車在被運往鬼影局的途中被再造人攔截，之後被再造人以晶片控制、且右臂被再造人偷走當成義肢使用，直到再造人被擊敗時，和鱷龍與昆蟲金剛一起被解除，但依然被關進鬼影局，在第11集〈標籤：哎呀〉曾經一度被標籤意外釋放，但之後又被抓回。在第21集〈何居其處〉的越獄計畫中失敗。在第26集〈最後希望 下〉被夜裟釋放，一開始選擇離開，但最後回來參與對再造人的大反攻。第二季加入天王星旗下，和其他狂派一起行動。
- 鱷龍(Skullcruncher)

前狂派成員，鱷魚金剛(Croctobot)，體型巨大壯碩，性格野蠻粗暴，變形成一隻巨大的機械鱷魚，粗壯的尾巴在機器人形態下可作為手持武器。首次出場在第2集〈秘密傳承 下〉，當時被再造人控制。在被馬爾托家人和博派擊敗後被關押。在第11集〈標籤：哎呀〉一度被標籤意外釋放，但之後被大黃蜂擊敗，並再次被關押，直到第26集〈最後希望 下〉被夜裟放出，但並未參與最後的反攻。
在第二季後加入天王星的旗下，和其他狂派一起行動。
- 音波(Soundwave)，(美）西恩‧肯寧(Sean Kenin)（日）山本格

在逃狂派，和他的磁帶金剛一起行動。變形成一架隱形轟炸機，雙手可以釋放出強大的音波，威力強大，也可以在鬼影局的能量屏障上製造出小型的空洞。在所有在逃狂派中，對密卡登特別痛恨，認為他拋棄了其他狂派。
在第8集〈圈套〉中，他的磁帶金剛被拘捕時，為了救出他們而現身，同時對抗柯博文、密卡登、大黃蜂、雅希並保持勢均力敵，但最終還是被逮補並被關押。在第11集〈標籤：哎呀〉被標籤釋放，但是之後再次被關押，在第21集〈何居其處〉也參與天王星的越獄計畫，但是跑的不夠快而越獄失敗，直到第26集〈最後希望 下〉被釋放，一開始選擇離開，但最後回來支援、參與對再造人的大反攻，在再造人的堡壘下拖住兩隻鯊魚精。
在第二季後加入天王星旗下，和其他狂派一起行動。第三季改聽從震盪波的領導，並搭上巡弋者的船、成功離開地球。
磁帶金剛(Cassetticon)
音波的手下。音波相當在乎他們，在戰犬、雷射鳥、疾瘋被逮捕並裝上抑制鎖時，以一人之姿攔截密卡登、柯博文、大黃蜂將他們救出，然而音波被逮捕時，卻只有戰犬願意跟隨音波一起被關押，所以不確定磁帶金剛們是否同樣在意音波。
在此版本中，雖然音波變形為轟炸機，不過磁帶金剛依然維持變形成錄音帶的型態，而且是大小和人類差不多的巨型錄音帶。
在第7集〈家人與朋友〉時大黃蜂提及、他曾經試圖在低能量狀態時彈出他的一個磁帶金剛、卻使其被炸毀了。
- 戰犬(Ravage)

音波的磁帶金剛之一，變形成巨型錄音帶和機械黑豹。在音波被逮捕、磁帶金剛被釋放後，唯一選擇回去和音波一起被關押的磁帶金剛。根據刪減片段，此版本的戰犬是雌性。可以發出令變形金剛難以承受的尖嘯。在第二季後和音波一起加入天王星旗下。
- 雷射鳥(Laserbeak)，由傑克‧格林(Jake Green)配音

音波的磁帶金剛之一，變形成巨型錄音帶和機械鳥。在被密卡登釋放後，和疾瘋選擇離開音波，之後成為非法變形金剛拳擊賽的主持人，聲音意外的低沉。可以發出令變形金剛難以承受的尖嘯。在第二季後回到音波身旁，並一起加入天王星旗下。在第三季第2集時，和疾瘋在穹頂內一起看馬爾托家人放映的電影。
- 疾瘋(Frenzy)，（美）蒂安納‧卡馬喬(Tiana Camacho)（日）矢作紗友里

變形成小型機器人和巨型錄音帶。在本作中是女性，身體以紫色為主，並且有類似髮型的頭部構造，可以發出令變形金剛難以承受的尖嘯，有一把電吉他，體型小於一般尺寸的變形金剛。
在被密卡登釋放後，和雷射鳥選擇離開音波，並對於戰犬決定追隨因感到驚訝，之後成為非法變形金剛拳擊賽的主持人。在第二季後回到音波身旁，並一起加入天王星旗下。在第三季第2集時，和雷射鳥在穹頂內一起看馬爾托家人放映的電影。
- 天王星(Starscream)，(美）《變形金剛：領袖之證》和《變形金剛：領袖的挑戰》的史蒂夫‧布倫(Steve Blum)再次回歸出演（日）佐藤節二。

其外觀維持其經典造型，紅色和白色的主色調，體態部分配合本作美術風格有所調整，變形成戰鬥機，在手臂兩側具有經典的雷射炮，但不確定是不是氖射線，手中還內建有電鋸。在戰時是狂派的空軍指揮官，但在本篇開始的時間點，天王星已經被關押。
直到第21集〈何居其中？〉(What Dwells Within)和新星風暴、天彎逃脫，但之後剛好遭遇到墜落至流沙裡的原生體、羅比兄妹。之後在追捕其的過程中遇到被封印在古老隧道的賽博坦掠食者、專門吸取超能量的鑽地獸(Dweller)，於是雙方只好一起逃脫，天王星在逃脫過程中落單了，在被鑽地獸攻擊時被標籤拯救，稍微的被其開導過後，不情願地開始幫助其他人將鑽地獸鎖回地底。之後在試著封鎖鑽地獸的過程中遭遇前來尋找的天王星的密卡登，和其交戰後，為了拯救被鑽地獸拖走的標籤衝進鑽地獸的抓捕中，之後在成功讓鑽地獸回到水中關機。之後，在見證天王星的成長後，密卡登放手讓天王星、新星風暴、天彎離開。在離開前天王星要標籤「多照顧自己」(Remenber to take care yourself.)。
在第26集時回歸，當時所有配戴鬼影局局標誌的變形金剛們─包含柯博文、密卡登、除了大黃蜂以外的所有博派金剛們─都被再造人控制，而在密卡登即將炸死推奇時，放出大量飛彈轟掉密卡登的飛彈，之後變回機器人型態和推奇解釋，他們「當晚為狂派金剛做的事」已經傳開，顯示死火、音波、詐騙等被釋放的狂派金剛都願意回來協助他們，之後便和瞬間移動前來支援的天彎和新星風暴一起阻擋被心靈控制的密卡登，之後在再造人釋放出衝擊波、殺死所有以超能量體為基礎的生物時，和密卡登、天彎、新星風暴等人墜機，不過在稍後，羅比和茉釋放出五行至尊的生命能量時和其他變形金剛一起被復活。
在第一季的事件後，一度率領狂派和博派合作，但後來再次反叛，並率領狂派建立新據點，目的是收集所有餘燼礦石碎片、打造地球金剛大軍征服地球，不過最後計畫被破壞、被困在泰拉托納絲的頭部中，在第三季時也並未和其他狂派同伴一同離開，在羅比等人為了對抗坤特紗人而進入泰拉托納絲的頭部後、發現他已經發瘋了，並用再造人的權杖將他暫時下線。
- 天彎(Skywarp)，(美）妮可‧杜巴克（日）新谷真弓

狂派追跡者(Seeker)，在本作中為女性，身體以紫色和黑色為主，手中內建有電鋸，具有在戰鬥中瞬間移動的能力，不過似乎無法穿過固體，像是鬼影局的圍牆。
一度被迫為再造人工作，但之後被關押，在新星風暴想成為博派時阻止了她。在第21集〈何居其處〉和新星風暴與天王星一起越獄，在解決鑽洞獸後順利逃走。在第26集〈最後希望 下〉和天王星一起前來支援、對抗被控制的密卡登。
在第二季後加入天王星旗下、和其他狂派金剛一同行動、包括在第三季改為接受震盪波的領導。
- 新星風暴(Nova storm)，（美）妮可‧杜巴克（日）小清水亞美

狂派追跡者，在本作中為女性，身體以黃色和黑色為主，有瞬間加速到超過音速的能力，胸口可以發射大量飛彈，在機器人形態下，胸前的駕駛艙可以存放物品。
一度被迫為再造人工作，在此期間甚至想成為博派，但被天彎阻止。在再造人的基地被摧毀後脫離，曾經參與地下變形金剛拳擊賽，在第17集的畫面背景中可以看到遭到擊敗、被吊出決鬥場的新星風暴。但之後被關押，並在第21集和新星風暴與天王星一起越獄，在解決鑽洞獸後順利逃走。在第26集和天王星一起前來支援、對抗被控制的密卡登。
在第二季後加入天王星旗下、和其他狂派金剛一同行動、包括在第三季改為接受震盪波的領導。
- 狼蛛(Tarantulas)，由阿爾非‧阿倫(Alfie Allen)配音

在逃狂派，和震盪波一樣也是一名科學家，在本系列的造型是基於他在《百變金剛》中的異變金屬狀態，變形成一隻巨大機械狼蛛。
在第13集〈遺失的連結〉中顯示其在戰爭結束後躲藏在居住在魏瓦奇城的墓園地底，喜歡獨處。在初次和夜裟相遇後，未將其殺死，並在夜裟的協助下改良了其設計的立體投影機。對地球原生體相當關心，並給過夜裟一些建議。但是在誤會夜裟被洗腦之下綁架了桃樂絲和艾力克斯，之後和夜裟短暫交戰並被擊敗、共同打造的立體投影儀也被破壞、其動靜之大引來鬼影局的追兵，最後為了幫助原生體們擺脫鬼影局的注意力而自願擔任誘餌、引走其追兵。之後並未再出現。
- 死火(Breakdown)，（美）羅傑‧克雷格‧史密斯(Roger Craig Smith) （日）梅原裕一郎

在逃狂派成員，放棄了狂派的道路。在戰前和大黃蜂是同樣喜歡賽車的朋友。躲藏於地球期間，和大黃蜂保持聯繫、並經常一起賽車。本作的造型類似G1動畫，身體以藍色和灰白色為主色，臉部是橘紅色的，變形成一輛賽車。
在第14集〈安全協議〉中，鬼影局要追捕大黃蜂時，為了避免他們一起掃瞄到會一同出現在賽車場的死火，大黃蜂先一步和死火通風報信，但死火卻不願意退出比賽。最後在賽車場上兩人一起被鬼影局的人圍攻時，受傷的死火在最後一刻將大黃蜂拋出賽車場、自己則被抓捕歸案。在第26集〈最後希望 下〉被放走，並在關鍵時刻出現、在橋上支援大黃蜂拖住被再造人控制的鋼鎖。
在第二季後加入天王星旗下，在一次和博派搶奪餘燼礦石碎片的時候意外產生餘波，之後被天王星命令負責照顧餘波，並對其產生詭異的父子情感。第三季之後改聽從震盪波的領導，一度和大黃蜂合作，但是事後揭露他實際上還是接受震盪波的指揮，大黃蜂對他來說是最好的朋友，但狂派是他的家人。在第三季第4集和其他狂派一同離開地球。
- 震盪波(Shockwave)，由特洛伊‧貝克(Troy Baker)配音

狂派科學家，對密卡登的背叛感到非常仇恨。首次出場在第16集，本作中的震盪波形象大致和《變形金剛：Cyberverse》接近，紫色的主色、黃色單眼，左手是一隻可當成鉤爪使用的雷射炮，變形型態為一座四足自走砲。
在本作故事時間點之前的火種源爭奪戰中被密卡登冰封在靜滯艙裡長達15年，之後意外被釋放，並向密卡登和剛好在場的地球原生體用他的靜滯槍(Immobilizer)復仇，不過最後反被密卡登用以靜滯，之後被鬼影局逮捕，並被戴上再造人的控制徽章，在魏瓦奇城被地球原生體們擊敗，夜裟幫他取下徽章，之後參與魏瓦奇之戰，因為沒有配戴徽章而未被控制，但是被束縛，並被再造人造成的能量痙攣停機，之後在羅比兄妹釋放五行至尊的力量時甦醒。
在第二季後加入天王星旗下，最後天王星的計畫被破壞、被困在泰拉托納絲的頭顱中後，改由震盪波領導狂派。在第三季率領狂派、在第4集成功帶領跟隨他的狂派離開地球。
- 轟天雷(Brawl)

在逃狂派之一，身材高大壯闊，有著橘紅色的臉部和黃色的眼睛，左臂上有類似變形金剛真人電影第一集的帶有雙爪的槍械武裝，肩膀和脛部有履帶構造，暗示其載具型態可能是坦克。
首次出場在第17集〈家園 上〉，為了獲得生存所需的超能量體而參加地下變形金剛決鬥，但是輸給大黃蜂。全劇中沒有台詞。後來被發現他和其他部分戰敗的變形金剛一起被吸乾能量而徹底死亡，其左臂被再造人偷走做為自己的義肢。

#### 昆蟲金剛(Insecticons)
昆蟲金剛是以昆蟲為野獸模式的賽博坦人，並且可以創造出投影複製體。在第2集〈秘密傳承 下〉首次登場，當時被再造人所控制，之後被關押在鬼影局的基地裡，在第11集〈標籤：哎呀〉被標籤意外放出來，創造無限的投影大軍造成不少麻煩，不過之後被再次壓制、並再度關押，直到在第26集〈最後希望 下〉和其他狂派再次被放出，不過並未參與音波、詐騙等人的反攻。在第二季後加入天王星旗下和其他狂派一起行動，並在第三季改聽從震盪波的領導。
- 彈片(Shrapnel)

曾經被再造人控制，變形成巨型機械鍬型蟲，在被馬爾托家的人和博派擊敗後被鬼影局關押。唯一一個就算不被再造人控制時眼睛依然是白色的角色。
- 炸彈(Bombshell)

曾經被再造人控制，變形成巨型機械獨角仙，在被馬爾托家的人和博派擊敗後被鬼影局關押。

### 鯊魚精(Sharkticons)
在第25集〈最後希望 上〉出場，是再造人在外星旅行時找到的手下，以超能量體運作，但非賽博坦人，有和鯊魚類似的圓形頭部、長滿利牙的大嘴。在再造人發動脈衝時和其他以超能量體運作的變形金剛一樣倒下，不過在再造人被擊敗後下落不明。
- 閃電波(Blitzwave)，由諾蘭‧諾斯配音

鯊魚精之一，身體以深藍色為主，背後配備有噴射背包和重型槍械，也可以從手臂上發射導彈。
- 剃刀鰭(Razorfin)，由史帝夫‧布倫配音

鯊魚精之一，身體以淡紫色為主，口腔內建了傳送們，可以將吞下的東西傳送到別的地方。

### 昆塔紗人(Quintesson)
由昆特斯至尊創造的其他生命，昆特斯原本是希望可以創造作為變形金剛盟友的物種，但後來離開他們，感到被背叛的昆特殺人決定追殺坤特思至尊、並讓他付出代價。
- 昆特紗處決者(Quintesson Executioner)

登場於第二季第2集〈廢墟之中〉。為了尋找昆特斯至尊來到地球，其太空艙意外被茉和錘吉開啟，不過因為缺乏能量而非常虛弱，在補充能量之後、試著把茉抓走、打算將其作為昆特斯至尊的代表在昆特紗星進行審判。
機械生命體，以昆特斯至尊的能量為食，原本的身體只有機械骨架，在吸收了茉的袖套上的昆特斯能量後、在骨架上形成了半透明粉紫色的肢體肌肉、身上的尖刺也會變大。
- 鑽地獸(Dewellrs)

在第一季21集〈何居其處〉首次出場，全身由軀幹和許多支觸手和腿構成的大怪獸，軀幹前方有一個漩渦狀的大嘴巴，有很多眼睛。浸泡在含有坤特思至尊能量的水中會關機。對賽博坦人具有敵意，會將啟用觸手
在第二季第9集〈魏瓦奇 上〉再次出場，並且揭露不只一隻，而是有非常多隻個體，是在昆特紗人追殺坤特思至尊來到地球時，為了尋找餘燼礦石而留下的生物部隊。
- 法官(Judgement)

在第三季第7集登場，駕駛著昆特紗巨型船艦來到地球尋找羅比和茉的賽博袖套。最後連同船艦一起被和其他人合體強化的泰坦金剛泰拉托納絲消滅。
和其他作品中一樣具有五張臉，不過身體的部分不完全只有觸手，而有一個主要的細長軀幹、長有兩隻小手臂。
- 昆特紗變形者(Quintesson Shapeshifter)

在第三季第6集揭露，伊茲其實是一名坤特紗變形者，和羅比接觸時狂暴病毒，也為了協助之後的坤特紗大軍入侵，不過計劃失敗，最後被巡弋者抓住。
- 鯊魚精

在第三季7集登場，在昆特紗船艦上的巨大水池中的大群生物，造型和再造人底下的兩隻鯊魚精完全不同，比較接近食人魚的造型。不具有高度智力、不會說話或變形。

### 人類角色

#### 馬爾托家(The Maltos)
由一家四口組成的家庭，在第一季故事開始的時間點剛從費城搬到魏瓦奇(Witwicky)小鎮。
- 羅比‧馬爾托(Robby Malto)，（美）西德尼‧米凱拉(Sydney Mikayla) （日）高垣彩陽

一名13歲的少年，小茉的哥哥，個性比較多慮，正在試著適應搬家後的新生活。獲得坤特斯至尊的力量，可以召喚能量盾牌或巨型投影化身。
- 摩根/茉莉‧維奧萊特‧「茉茉」‧馬爾多(Morgan Violet "Mo" Malto)，（美）錫安‧羅德納克斯(Zion Broadnax)（日）久野美咲

羅比的妹妹，樂觀開朗的9歲小女孩，暱稱又譯為「阿茉」。獲得五行至尊的力量，可以召喚出一把能量短劍，雖然是可以被破壞的，但也可以重新召喚。
- 多羅西/桃樂絲‧「多特/阿桃」‧馬爾托(Dorothy "Dot" Malto)，（美）班妮‧萊瑟姆(Benni Latham))（日）大原沙耶香

非裔美籍人，羅比和茉的母親，亞力克斯的妻子，夫妻之間感情親密。現在擔任國家公園巡邏員，也是退伍軍人，在大戰時失去了右腿。現在也是鬼影局的成員。個性隨和、大膽，不過對自己的小孩非常保護。密卡登的朋友。
- 愛力克斯/力斯‧馬爾托博士(Dr. Alex Malto)，（美）喬恩‧喬恩‧布里歐內斯(Jon Jon Briones)（日）小松史法

菲律賓人，羅比和茉的父親，多蒂的丈夫，對桃樂絲愛稱為桃蒂(Dotty)。賽博坦歷史學博士，也教授該門課，曾經和梅洛利安是同事。擅長烹飪，也是大黃蜂的粉絲，有超大量的大黃蜂周邊商品，包括一套上面佈滿大黃蜂圖樣的西裝。和羅比有狩獵菲律賓怪獸的傳統，戰鬥力比想像的高，僅憑藉兩根木棍就可以擊退蛛型機和鬼影局特工。

### 其他人類
- 再造人(Mandroid)/梅里利安博士(Dr. Meridian)，（美）戴亞瑞克‧貝德爾(Diedrich Bader)（日）飛田展男

一位瘋狂科學家、也是機器人專家，目的是摧毀所有賽博坦人。再造人是錘吉取的稱號，他本人其實非常不喜歡，但是後來所有人都這樣叫他。曾經在鬼影局工作，在此期間失去了右臂，之後又失去了左臂，並用硬頂和轟天雷的肢體取代。以前在大學教書，曾經是愛力克斯的同事。第一季第24集中利用太空橋離開，並在第25集回歸，身體已經被改造的完全不像人類，並馴服了兩隻鯊魚精當作手下。
- 蛛型機軍團(Arachnamechs)

再造人的蛛型機器人，他手下的主要武力。在再造人在大戰中受傷後，為其接上機械肢體讓他得以存活。大多受到他控制，但也會展現出些微簡單的情感。身體由一顆帶有六隻眼睛的大頭和底下的機械腳構成，可以從口中吐出帶電纜線，數量夠多的話可以束縛住大型的變形金剛，在第17集〈家園〉中展現其可以合體成一條巨大的蛇型怪物的狀態。
- Fairmaestro，由理查·艾尤德(Richard Ayoade)配音[11]

登場於第二季第4集，在遊樂園經營好奇之帳(Tent of Curiosity)，同時也交易稀奇物品。在帳篷被推奇等人破壞後決心報復，不過還是失敗。
魔術師，擅長用煙霧彈隱藏行蹤。帳棚上有通電、大型賽博坦人無法觸碰或進入。也有許多小道具，像是可以把賽博坦人、地球金剛鎖死在載具型態的抑制螺絲、可以產生能量力場的飛盤等等。
- 斯莫特先生(Mr. Smelt)，由達蘭‧諾里斯(Daran Norris)配音

魏瓦奇特許學校(Witwicky Charter School)的老師。
- 伊莉莎白‧「伊茲」(Elizabeth "Izzy")，由希耶娜‧阿古東(Siena Agudong)配音[18]

首次登場在第二季第4集，在遊樂場和羅比認識、交好。之後在第三季第2集再登場，接受羅比的邀約、一起去汽車電影院看電影、並因為夜裟的發明陷入意外的冒險中。送給羅比一頂棒球帽、但之後被證實該棒球帽具有可以感染賽博坦人的憎恨病毒。真實身分是昆特紗人派來地球的間諜。

#### 鬼影局(G.H.O.S.T，Global Hazard Ordinance Strike Team)
全名是全球危害條例突擊隊，這個人類組織的目標本應是重建人類和賽博坦人的關係。桃樂絲也是其中的成員。在第二季後解散，所有的裝備都被報廢或是回收。
- 執行探員凱倫‧卡福特(Executive Agent Karen Croft)，（美）卡瑞‧華格倫(Kari Wahlgren)（日）渡邊明乃

鬼影局的高層，專注於防止在逃狂派造成破壞，表面上和變形金剛合作良好。秘密支持非法變形金剛決鬥比賽，在第一季第18集〈家─第二部分〉(Home Pt. 2.)招募再造人，並提供設備支援、讓他打造通往賽博坦的傳送門以征服賽博坦。在第一季第24集〈魏瓦奇之戰〉利用再造人提供的設備壓制住所有配戴鬼影局徽章的變形金剛，但之後被再造人背叛、因為體內被注入超能量體，成為能量衝擊底下第一個受害者、全身被能量負載而死。施洛德的姐姐。
- 特殊探員喬恩‧「No H」‧施洛德(Special Agent Jon  "No H" Schloder)，（美）馬克‧伊文‧傑克森(Marc Evan Jackson)（日）高橋伸也

鬼影局成員，卡福特探員的弟弟，雖然和一些博派和密卡登已經相當熟悉，但是對於他看到馬爾托家的地球金剛和大黃蜂的詐死時還是感到懷疑。特別想抓到大黃蜂，之後才揭露因為他也是大黃蜂的大粉絲。
曾經說過《變形金剛：救援機器人》中熱浪(Heatwave)的台詞「救援金剛！出發救援！」(Rescuebot, Roll to Rescue!)。
在鬼影局解散後，在遊樂場打零工、但也不時在一些其他場合出現。
- 巴拉探員(Agent Bala)，由克里薩‧巴喬斯(Krizia Bajos)配音

鬼影局成員。
- 巴蓋里探員(Agent Bhagheri)，由凱瑟琳‧卡瓦里配音

鬼影局成員。
- 關(Kwan)，由雪莉‧可拉(Sherry Cola)配音

一名女性鬼影局學員。以本作分鏡師之一亞力克斯‧關(Alex Kwan)為原型。
- 康威(Conway)，由詹森‧馬斯登(Jason Marsden)配音

一名女性鬼影局學員。以本作分鏡師之一的J.J‧康威(J. J.  Conway)為原型。
- 羅薩托(Rosato)，由凱特琳‧羅布喬克(Kaitlyn Robrock)配音

一名女性鬼影局學員。以本作分鏡師之一的喬丹‧羅薩托(Jordan Rosato)為原型。

### 其他角色
- 坤特思至尊(Quintus Prime)，由克蘭西‧布朗(Clancy Brown)配音

又譯為五行至尊。
古老的賽博坦人，最初由普萊瑪斯創造的十三元祖之一，是其中的科學家。他的聖物餘燼礦石(Ember Stone)創造出了地球原生體們，他也可以透過其和其他物種溝通。

## 媒體
- 2021年2月，孩之寶宣布將推出兩部新的變形金剛系列動畫，其中一部將基於由網飛製作的「BotBots line」延伸，另外一部則未定名，但已經確定將在2022年、在尼克兒童頻道上播出[19]。
- 2022年第四季度，藉由官方窗口宣布該電腦動畫系列官方定名為《變形金剛：地球火種》[20][21]。
- 2022年3月，宣布該系列將會在2022年11月在派拉蒙+的串流平台上播出[22]。
- 2022年的聖地牙哥動漫展上，發布了本系列的預告和配音陣容[6]。

本劇由孩之寶擁有和發行，並由尼克兒童頻道動畫工作室和Entertainment One聯合製作，由米基爾·豪瑟和(Mikiel Houser)和卡里·羅森伯格(Kari Rosenberg)分別監督製作各自的工作室。由安特‧伍德和妮可‧杜巴克執行製作，而本系列開發者戴爾‧馬林沃斯基則是聯合執行製作人。尼克兒童頻道的克勞蒂亞‧斯賓納利(Claudia Spinelli)負責本劇的電視開發。
本系列共有26集，前10集在2022年11月11日在美國的派拉蒙+上發布，而第11~18集則在2023年3月3日開播出，最後一部分則在2023年7月28日上線完畢。
- 2023年2月，本系列續訂第二季[30]。
- 2023年6月，本劇授權NETFLIX於全球播映[31]。
- 2023年5月16日，本系列前10集由派拉蒙家庭娛樂公司以DVD形式發售[32]。
- 2023年6月，Outright Games發布了一款由Tessera Studios開發的動作冒險遊戲，名為《變形金剛：地球火種 - 征戰》(Transformers: EarthSparl - Expedition)。本遊戲是一款單人遊戲，玩家控制大黃蜂在立體環境中探索三個區域，以擊敗邪惡的再造人，大黃蜂可以使用物理攻擊和連擊擊敗敵人以增強其技能[33]，
- 2023年10月23日，《變形金剛：地球火種 - 征戰》在Steam上發布[34]，可於Nintendo Switch、PlayStation 4、PlayStation 5、Windows(透過Steam)、Xbox One、Xbox Series X 和 Series S等平台上遊玩[25][33][35]。
- 2024年5月14日，變形金剛官方Youtube頻道發布了首支第二季預告，並宣告本作第二季將在同年6月7日上傳至Paramount+平台[2]。
- 2024年6月7日，第二季第一部分在Paramount+上線，共十集。
- 2024年10月15日，宣布第三季將在10月25日上線Paramount+[3]。其內容則是原為第二季第二部分的集數。
- 2024年10月25日，第三季內容已上線Paramount+上，共8集。目前並無後續集數的播放消息。

## 集數
目前第一季和第二季前半部分已經播放完畢，共36集。
| 季數 | 集數 | 標題                                           | 導演                                                 | 編劇                          |
| ---- | --- | ---------------------------------------------- | ---------------------------------------------------- | ----------------------------- |
| 一   | 1 | 秘密傳承 上(Secret Legacy)                     | 艾力克斯‧卡旺(Alex Kwan)和喬登‧羅薩托(Jordan Rosato) | 妮可‧杜巴克和戴爾‧馬林沃斯基  |
| 一   | 2 | 秘密傳承 下(Secret Legacy: Part 2)             | 艾力克斯‧卡旺(Alex Kwan)和喬登‧羅薩托(Jordan Rosato) | 妮可‧杜巴克和戴爾‧馬林沃斯基  |
| 一   | 博派和狂派的戰爭隨著密卡登的陣營轉移，已經在15年前結束，目前博派和密卡登和地球上的新組織─鬼影局合作追捕地球上剩餘的在逃狂派。馬爾托一家最近搬進魏瓦奇鎮，但當家中的長子羅比試圖逃回費城時，他的妹妹茉試著把他追回來，但兩人之後卻意外發現了一個神秘的洞窟，在觸發了一顆石頭後，竟然創造出了第一批在地球上出生的變形金剛─推奇和錘吉，這些原生體隨即捲入了他們的家庭鬧劇之中，並在之後遇到神秘的改造人─再造人，他操控著他的蛛型機甲和鱷龍、硬頂、炸彈和彈片等在逃狂派試著消滅地球上的賽博坦人，所幸在柯博文、密卡登、和桃樂絲的合作之下，順利救出推奇和錘吉，在經過調適之後，他們成為馬爾托家的一份子，並由大黃蜂擔任他們的導師。 |                                                |                                                      |                               |
| 一   | 3 | 「哞」進新居(Moo-ving In)                      | 待補                                                 | 待補                          |
| 一   | 大黃蜂準備著手開始訓練兩名最新的變形金剛，但是過程並不順利，推奇和錘吉對馬爾托一家飼養的小牛還比較有興趣，大黃蜂感到挫折。在之後的一次家庭遊戲夜裡，造成了一些家庭衝突，不過最後透過一起將逃跑的牛隻趕回牧欄中，大家還是達成了共識。 |                                                |                                                      |                               |
| 一   | 4 | 家規(House Rules)                              | 待補                                                 | 待補                          |
| 一   | 在他的兄弟硬頂被柯博文和艾莉塔逮捕後，詐騙試著利用錘吉和茉的善心協助將自己的兄弟從鬼影局的拘禁中救出，並導致兩人陷入險境。 |                                                |                                                      |                               |
| 一   | 5 | 歸檔(Classifies)                               | 待補                                                 | 待補                          |
| 一   | 鬼影局中的施洛德探員開始追查在檔案紀錄上已經死亡的大黃蜂的下落，並成功追蹤到馬爾托一家，而與此同時，羅比、茉、推奇、錘吉等人則意外來到鬼影局的總部。 |                                                |                                                      |                               |
| 一   | 6 | 傳統(Traditions)                               | 待補                                                 | 待補                          |
| 一   | 在一個涉及尋找名為Wakwak的吸血鳥的家族傳統日裡，推奇在尋找爸爸愛力克斯時發遇到了輪傑，而輪傑則得知推奇掃描了他的一架無人機。儘管推奇、輪傑和羅比很快就遭到了再造人派來找尋更多變形金剛的蛛型機甲伏擊，而輪傑則在嘗試操作一台帶有硬頂的手臂能量特徵的雷射掃描時遇到了困難。最終，眾人一起擊敗了蛛型機甲，而輪傑也願意接受推奇稱呼自己為「爸爸2號」。 |                                                |                                                      |                               |
| 一   | 7 | 朋友與家庭(Friends And Family)                 | 待補                                                 | 待補                          |
| 一   | 羅比和茉第一天在魏瓦奇特許學校上課，而共享感讓推奇和錘吉感覺到他們緊張，大黃蜂發現推奇和錘吉越來越虛弱、甚至無法控制自己的變形，最後甚至失蹤了。大黃蜂來到兄妹倆的學校後，帶著羅比和小茉沿著錘吉留下的腳印、最終在兩人一開始被洞窟中找到推奇和錘吉。之後，並發現他們不像一般的變形金剛仰賴超能量體運作，而是需要水分才能長期生存。 |                                                |                                                      |                               |
| 一   | 8 | 圈套(Decoy)                                    | 待補                                                 | 待補                          |
| 一   | 在一次對戰犬、疾瘋、雷射鳥的拘捕後，音波襲擊了正在押囚的柯博文和密卡登，而前往支援的大黃蜂則請雅希來擔任一天的代課老師。雅希在馬爾托牧場以嚴酷的方式訓練地球金剛們，但是在大黃蜂傳來陷入苦戰的消息後，雅希決定帶著地球金剛們前往支援。最後在眾人的努力下，音波和中心的戰犬被緝捕歸案，而疾瘋和雷射鳥則被放走。 |                                                |                                                      |                               |
| 一   | 9 | 進化世代 上(Age of Evolution)                  | 待補                                                 | 待補                          |
| 一   | 10 | 進化世代 下(Age of Evolution: Part 2)          | 待補                                                 | 待補                          |
| 一   | 在一次由再造人利用天彎和新星風暴設下的圈套後，密卡登和桃樂絲被再造人抓獲，而其他人則試著找出他們的位置。在找尋過程中，羅比和茉帶領著柯博文和大黃蜂來到他們最初啟動推奇和錘吉的洞穴，卻遭到再造人的蛛型機甲和天彎、新星風暴的襲擊，但是在餘燼礦石的影響之下，第二代的地球變形金剛誕生了，分別是標籤、破顎者和夜裟。之後，眾人成功找到再造人位於造船廠的新基地，並救出密卡登和朵西，並在通力合作之下，成功再次擊倒了再造人。 |                                                |                                                      |                               |
| 一   | 11 | 標籤：哎呀(Hashtag: Oops)                      | 待補                                                 | 待補                          |
| 一   | 推奇試著教導標籤取得變形形態，卻意外讓她掃描了鬼影局的箱型車，並被開進了鬼影局的總部，使大黃蜂得試著把她救出來。而不小心進入鬼影局的標籤意外開啟囚牢，放出了所有原先被囚禁的狂派成員，大黃蜂一行人得想辦法再不讓他們逃跑的情況、又不能被鬼影局發現的情況下離開總部。而夜裟則在錘吉的協助下，在已經有點擁擠的穀倉地下建造了一個大得多的地下空間。 |                                                |                                                      |                               |
| 一   | 12 | 刪減鏡頭(Out takes)                            | 待補                                                 | 待補                          |
| 一   | 在標籤的幫助下破顎者試著用紀錄片的方式，詢問他所認識的人關於取得載具形態的建議，包括大黃蜂、密卡登，最後在和艾莉塔談話過後，他發現這件事是不能急的。 |                                                |                                                      |                               |
| 一   | 13 | 遺失的連結(Missed Connection)                  | 待補                                                 | 待補                          |
| 一   | 夜裟在前往墓園跟一個小說作者的墳墓致意時，遇到了在逃狂派科學家狼蛛，並與之成為朋友，並決定協助其打造一台全息投影機、幫助他開始在地球偽裝成人類、開始新的生活。不過在一些誤會之下，狼蛛卻綁架了艾力克斯和桃樂絲，並造成一些衝突並引來了鬼影局的追擊，在經過考慮後，狼珠決定以自身為誘餌，讓地球金剛們和大黃蜂可以安全逃脫。 |                                                |                                                      |                               |
| 一   | 14 | 安全協定(Security Protocol)                    | 待補                                                 | 待補                          |
| 一   | 在鬼影局的追查下，大黃蜂的好友，在逃狂派死火有被發現的風險，大黃蜂前往警告他，但死火卻依然決定上場比賽，並和以大黃蜂長期倚賴的能量遮蔽裝置打賭，表示如果大黃蜂贏了，那死火之後就乖乖避風頭。最後兩人都被揭露時，死火自願吸引鬼影局的注意力、讓大黃蜂可以順利逃走，而自己則被關進鬼影局的拘禁之中。 |                                                |                                                      |                               |
| 一   | 15 | 大熊小熊(Bear Necessities)                     | 待補                                                 | 待補                          |
| 一   | 推奇在母親節試著給朵桃樂絲送上一份禮物，但不知道地球送禮尺度的推奇卻從森林中抱來一隻小熊，導致她和羅比、朵西得想辦法把幼熊送回媽媽身邊，並面對一隻被鬼影局刻意釋放的感染物感染變異的熊媽媽。最後順利去除母熊身上的感染物，並順利度過母親節。 |                                                |                                                      |                               |
| 一   | 16 | 戰區(War Zone)                                 | 待補                                                 | 待補                          |
| 一   | 被關在靜滯艙的震盪波從長時間的靜滯中甦醒，並向正好在火種源紀念公園的密卡登和地球原生體一行人報仇。在經過一翻戰鬥後，在原生體們的協助下，密卡燈用震盪波的靜滯槍將其石化後移送給鬼影局。而原生體們也對多年前結束的那場戰爭多了更切身的體驗和了解。 |                                                |                                                      |                               |
| 一   | 17 | 家園 上(Home)                                  | 待補                                                 | 待補                          |
| 一   | 18 | 家園 下(Home: Part 2)                          | 待補                                                 | 待補                          |
| 一   | 羅比和地球原生體們來到大城市探險，卻意外發現了城市下的非法變形金剛鬥技場，並發現在逃的大黃蜂正在這裡打拳。之後更遭遇再造人和他的蛛型機甲的攻擊，以及被心靈控制的鋼鎖也來攪局，在好不容易解決再造人的巨型蛛型機甲後，標籤卻遭到控制，並和自己的兄弟姐妹們大打出手，所幸之後在眾人合力之下，順利幫助她解除控制，最後大家一起回到馬爾托家的倉庫。而再造人則狼狽地來到鬼影局，再次和卡芙特探員展開合作。 |                                                |                                                      |                               |
| 一   | 19 | 冥河局勢(Stygi Situation)                      | 待補                                                 | 待補                          |
| 一   | 鋼鎖來到馬爾托一家的處所後，在艾莉塔和大黃蜂的控制下取回自己的心智，並教導破顎者釋放自己的力量，對鋼索和機器恐龍崇拜不已的破顎者掃描了化石獲得了冥河龍的野獸形態、成為機器恐龍，但卻也導致鋼鎖再次變形、失去理性並大鬧魏瓦奇，直到被艾莉塔和地球原生體們順利阻止。 |                                                |                                                      |                               |
| 一   | 20 | 解除武裝(Disarmed)                             | 待補                                                 | 待補                          |
| 一   | 在某次練習中的意外讓羅比受到傷害，最後茉運用賽博袖套的力量救活了羅比，但也讓他們、所有地球原生體失去了情感共享連結。 |                                                |                                                      |                               |
| 一   | 21 | 何居其處(What Dwells In)                       | 待補                                                 | 待補                          |
| 一   | 天王星、天彎、新星風暴在一次越獄行動中順利逃獄，但是卻剛好遇上為了恢復情感共享連結而來到洞穴的地球原生體、羅比和茉一行人，更意外喚醒了地底的鑽地獸。在和其他人分離之後，天王星和標籤經過一番談話，決定和眾人一起鑽地封印回地底。在成功之後，見證天王星的改變的密卡登也決定不把他們抓回牢房中，目送天王星三人離去。 |                                                |                                                      |                               |
| 一   | 22 | 至尊時刻(Prime Time)                           | 待補                                                 | 待補                          |
| 一   | 羅比日益惡化的病情讓莫因擔心哥哥的健康而崩潰，但佔有餘燼礦石的再造人將整個家庭推入危險之中。之後一家人在一個虛擬空間與再造人進行戰鬥、最後成功讓羅比脫離險境。 |                                                |                                                      |                               |
| 一   | 23 | (Stowed Away Stowaways)                        | 待補                                                 | 待補                          |
| 一   | 受到柯博文委託調查鬼影局的大黃蜂潛入總部進行調查，並發現卡芙特特工秘密讓再造人建造的太空橋，但是最終不幸被抓獲。而試著幫助大黃蜂的地球原生體一行人穿過太空橋後，雖然順利逃脫，但是卻正面遇到被再造人控制的震盪波 |                                                |                                                      |                               |
| 一   | 24 | 魏瓦奇之戰(The Battle of Witwicky)             | 待補                                                 | 待補                          |
| 一   | 卡芙特特工正式和所以賽博坦人、變形金剛翻臉，並襲擊了馬爾托一家，打算將尚未戴上鬼影局徽章的地球原生體們拘禁，並和桃樂絲發生衝突。而在擊敗震盪波、並由夜裟成功取下他身上的控制徽章後，震盪波透過舊的狂派通訊碼成功和博派等人取得連繫，密卡登也成功收到他的訊息，便前來支援在馬爾托牧場的大戰。在最後雖然他們一度佔了上風，但是卡芙特啟動了再造人的裝置，利用鬼影局徽章控制了所有的博派包括密卡登，最後一幕卻是一個太空橋入口在農場上方打開。 |                                                |                                                      |                               |
| 一   | 25 | 最後希望 上(Last Hope)                         | 待補                                                 | 待補                          |
| 一   | 26 | 最後希望 下(Last Hope: Part 2)                 | 待補                                                 | 待補                          |
| 一   | 經過全面改造的再造人帶著鯊魚精手下回歸地球，並準備利用能量脈衝一舉殺死所有體內透過超能量體運作的生物，並在馬爾托牧場首先對震盪波進行了能量脈衝、導致他當場停機。而馬爾托一家逃跑後，再造人手下的兩名鯊魚精開始兇猛的追捕，在過程中成員一個一個被抓住，首先是朵西、艾力克斯被其中一名鯊魚精吃下、然後錘吉、破顎者、標籤被撞下瀑布、最後再造人親自到來後擊倒推奇和夜裟並讓鯊魚精吃下羅比和茉。在那之後，推奇和夜裟進行劫獄，成功釋放所有狂派金剛和大黃蜂。之後由推奇、夜裟、大黃蜂、施洛德探員必須想辦法擊倒再造人、救回自己的家人們，但是再造人啟動了先前派代鬼影局徽章的博派成員們來對付他們。在火車站，被控制的柯博文和艾莉塔首先攻擊了大黃蜂一行人，即使在眾人之力下也無法擊倒這兩位博派成員，最後只好用從再造人那裏搶來的能量杖矛讓他們暫時停機。之後在橋上又遭遇了輪傑、雅希和鋼鎖的攔截，大黃蜂和施洛德留下來拖住他們、而推奇、錘吉、破顎者、標籤、夜裟則繼續朝再造人的塔前進，在遭到鯊魚精的攔阻後，破顎者、標籤、夜裟留下來拖延他們，而推奇則帶著錘吉繼續往上。之後由推奇負責吸引再造人的注意力、錘吉負責救出被囚禁的馬爾托一家，但是卻被識破，再造人操控了被控制的密卡登來對付推奇、而他自己則開始和錘吉纏鬥。在密卡登的追擊下、推奇差點被摧毀、但是天王星帶著新星風暴、天彎前來支援、對抗密卡登，而音波、硬頂、詐騙也前來對抗鯊魚精、死火則來到橋上支援大黃蜂和鋼鎖的戰鬥。推奇和錘吉再次和再造人對峙，再造人最後雖然被擊敗、但還是成功啟動能量脈衝塔、讓全地球以超能量體運作的生物全被消滅，包括經過改造的他自己。但是之後甦醒的羅比和茉釋放了五行至尊的力量、復甦了所有變形金剛們。 |                                                |                                                      |                               |
| 二   | 1 | 餘波(Afternath)                                | 待補                                                 | 待補                          |
| 二   | 時間點發生在第一季末的一年後，故事開頭由羅比旁白，講述在第一季之後的故事。在擊敗再造人後，餘燼礦石也炸成碎片，博派和狂派短暫的合作、修復再造人的破壞，但是狂派們很快反叛，由天王星率領，包括音波、破壞、震盪波、天彎、新星風暴、鱷龍、打擊，他們和博派、馬爾托金剛等人爭奪餘燼礦石的碎片。 在某次的爭奪戰中，打擊和馬爾托金剛們爭奪一塊碎片、結果卻意外導致一塊碎片插進水坑裡、加上一旁的拖吊車撞擊、誕生了全新的地球金剛─餘波，並立刻對馬爾托金剛、羅比、茉等人展開攻擊、並重傷了標籤，最後跟隨打擊一起回到狂派據點，不過天王星卻對打擊感到不滿，他沒有確實獲取礦石碎片反而帶回了一個只會搞破壞的新人。 與此同時，博派這邊的人馬決定引誘出狂派主力後，直接去狂派基地偷走他們已經占據的餘燼礦石，因此由柯博文、密卡登、艾莉塔等人擔任誘餌時，推奇、羅比、夜裟則潛入狂派基地，然而卻遇上打擊和餘波並展開交戰，最後無功而返。 |                                                |                                                      |                               |
| 二   | 2 | 廢墟之中(In Ruins)                             | 待補                                                 | 待補                          |
| 二   | 為了尋找更多餘燼礦石的碎片，馬爾托金剛和博派成員持續在再造人原本的據點尋找可能的礦石碎片，但是茉和錘吉意外發現一個古代廢墟中的太空艙，上面有坤特思至尊的記號、但卻不是賽博坦文字，但是兩人還是意外將其開啟，並將裡面虛弱的外星生命體帶回馬爾托牧場照顧。 然而，在茉和錘吉試著供應他超能量體、水、一般食物之後，他都拒絕了，並且不斷試著觸碰茉手上的賽博袖套，最後終於得逞、並恢復能量，並和茉、錘吉、愛力克思交戰，愛力克思發現茉和錘集找到的外星生命體其實是一個昆特紗處決者展開追殺，並成功綁茉綁走，而錘吉和愛力克斯則來著廢墟、試著把茉救出。在廢墟中，茉和處決者展開交戰、得知他們的種族試昆特斯至尊的造物之一、但是被背棄，最後茉成功把處決者騙回啟動發射程序的太空艙中、將其射出地球。 |                                                |                                                      |                               |
| 二   | 3 | 控制，切換，刪除(Control Alt Delete)           | 待補                                                 | 待補                          |
| 二   | 標籤收到任務、負責將基地內一些硬碟送到回收中心處理掉，並得知了她原先掃描的鬼影局廂型車相全數被回收時，大黃蜂順便告訴她，她不妨換個載具型態。有了這個想法的標籤感到十分煩惱，因為她有太多選擇了，並和她內建的人工智慧助理Val討論各種選擇。 而基地內部則被破壞入侵了，她在震盪波的指示下，確認了他們所需要的資訊已經不再基地內部，也讓震盪波更加確定、必須搶到標籤手上的硬碟。 與運送硬碟的途中，標籤支援了正在和蛛型特工交戰的其他同伴們，但卻被監視中的震盪波發現她要送去回收的硬碟豬存有重要資料，並與她展開交戰、試圖取得硬碟。 最後，切換了新型態的標籤成功擺脫盪波的攻擊、回到馬爾托牧場，而震盪波雖然沒有成功取回硬碟，但是已經透過掃描取得內部的重要資訊。 |                                                |                                                      |                               |
| 二   | 4 | 蝴蝶效應(The Butterfly Effect)                 | 待補                                                 | 待補                          |
| 二   | 詐騙來到Fairmaestro的帳篷試圖與其交易時，卻意外發下他持有一個餘燼礦石的碎片，並試圖取得，然而最後交易失敗。 幾天後，羅比、茉、推奇、錘集來到遊樂園遊玩時，在羅比和一個女生邂逅時，另外三人因為情緒共同感應的關係而感到不是。不久之後，茉、推奇、錘吉在Fairmaestro好奇之帳也看到了那個礦石碎片，並試圖取得，之後直接將其偷走，並在遊樂場內展開一次追逐戰，最後讓Fairmaestro成功逃上一項旋轉飛碟設施，並操控其飛走，而羅比、茉、推奇、錘吉則在情緒共享的之下合體出一個嶄新的空中飛梭，並立刻對Fairmaestro展開追擊，但是在過程中去發現他搭乘的飛碟遊樂設施尚有一個博派標誌和抑制螺絲，在將抑制螺絲打掉後，發現那個飛碟其實是博派成員宇宙飛碟。 最後，他們順利取得礦石碎片，不過Fairmaestro卻逃之么么了。 |                                                |                                                      |                               |
| 二   | 5 | 同心協力(Togetherness)                         | 待補                                                 | 待補                          |
| 二   | 在輪傑和夜紗的協助下，羅比、茉、推奇、錘吉繼續測試先前發現的合體能力，而硬蕊則感到不被需要，不過卻遇到了正在尋找廢棄超能量體的餘波，並試圖說服他和他一起去吸收洞穴中的水以恢復能量。而被硬蕊推倒的廢棄超能量體濺到的一顆蘑菇卻開始產生異變。 在過程中，因為餘波體內的餘燼礦石碎片影響、兩人意外合體了，並且無法分開，餘波不得已只好跟著硬蕊一起前往當初地球金剛誕生的洞穴吸收水，而在路上，那顆異變的蘑菇不斷追蹤兩人、並吸收各種動植物而變得更大。 而在基地中，繼續測試的種人們則發現、合體會對身體造成高度能量消耗、需要大量補充能量，對羅比和茉來說是食物、對推奇和錘吉來說則是洞穴中的水。 而在野外，硬蕊和餘波不得不一次面對五隻異變怪物，不過在對對方的完全信任下，兩人成功以合體的姿態擊敗那些異變生物，並成功來到洞穴、喝水。 之後，硬蕊回到家中告訴其他人這件事之後，他們對餘波知道洞穴的位置這件事感到擔心，並且在來到洞穴後發現，餘波把洞穴中所有水裝走了。 |                                                |                                                      |                               |
| 二   | 6 | 火舌(Spitfire)                                 | 待補                                                 | 待補                          |
| 二   | 在某次爭踱進礦石碎片的爭鬥中，一塊餘燼礦石碎片再次產生了一個新生混沌地球金剛，再從高空往下掉的過程中，因為推奇的勸說而緊急掃眠了輪傑設計的第二代無人機、即時躲過摔死的命運，而在事件過後，推奇帶著這個新生混沌地球金剛回到馬爾托家，成為馬爾托家的新成員。 之後，推奇剛好帶著火舌來到博派的新基地時，柯博文和密卡登指派了一個重要的任務給推奇，然而這卻讓自認能力更加優秀的火舌感到不滿，於是密卡登舉拜了一次傳統的賽博坦競技，讓所有馬爾托家的成員參賽決定、誰最有資格負責這次的任務，其他博派成員則負責增加挑戰難度，鋼鎖負責噴火、艾莉塔以後輪見出大量的泥巴、桃樂絲用消防水柱噴水。而在競爭的最後，火舌讓艾力克斯陷於險境，讓原本領先的推奇不得不放棄勝利去拯救愛力克斯，從而獲得勝利。然而，她殺點害死艾力克斯的行為讓她無法獲得任務資格。 憤怒的火舌直接和推奇展開纏鬥，因為兩人的機能十分接近所以始終持平，而密卡登則要求其他人讓她們自行處理這件事。最後，火舌用自己的先進功能和推奇交換了身體。 |                                                |                                                      |                               |
| 二   | 7 | 假冒者(The Imposters)                          | 待補                                                 | 待補                          |
| 二   | 在前集結尾，火舌解冒了推奇的身分，和馬爾托家一起生活、並潛入博派基地，小心翼翼的不被識破，而另一方面，餘波則找到了被置換進火舌的機體的推奇。很高興增加自己的混沌地球金剛的餘波將推奇帶回狂派基地。 在博派基地內部，輪傑表示「推奇」的任務是在運輸賽博屠杖─前一季末、再造人在宇宙中取得的權杖─的過程中，確保其安全，由「推奇」和羅比負責，而同時在狂派基地，推奇在試著回到馬爾托家後，卻沒有被認出來，只好再度回到狂派基地，不過也剛好竊聽到了狂派打算偷走賽博屠杖的計畫，並不顧一切地回到博派基地、警告眾人，但與此同時，火舌也擊倒了唯一認出她的輪傑、並偷走了賽博屠杖，在離開途中再次遭遇推奇，兩人再次展開交戰。 最後，推奇順利和火舌換回身分，並奪回自己的生活，而火舌則來到狂派基地，並獻上賽博屠杖以換取一席之地。 |                                                |                                                      |                               |
| 二   | 8 | 老兄，我的貨櫃呢？(Dude, Where's My Trailer?)  | 待補                                                 | 待補                          |
| 二   | 為了促進人類和變形金剛的關係，作為博派領袖的柯博文必須拍攝一系列形象照，而羅比勸說他、在拍照時他的貨車最後看起來閃閃發光，於是柯博文把他的拖車鑰匙交給羅比和標籤，在他在基地中接受硬蕊的訪談時，由他們負責把他的拖車車廂清理乾淨、打光。 然而，就在羅比和標籤終於完成時，許多狂派卻認為、柯博文的車廂裡一定會有非常重要的東西、先後試著搶奪車廂。先是餘波是把車廂拖到火車軌道上、再來是硬頂和詐騙把車廂放在挖掘場的輸送帶上、然後又是新星風暴和天彎試著直接用雷射槍打爆車廂。在過程中，拜託硬蕊拖時間以免柯博文發現他的車廂失蹤的同時，羅比和標籤終於成功把破爛不堪的拖車從狂派手中搶回來、並在推奇、錘吉、茉的偷偷協助下讓拖車恢復如新。 最後，狂派們窮追不捨之下、羅比和標籤還是終於在形象照拍攝完成前成功把拖車送回柯博文身邊。 |                                                |                                                      |                               |
| 二   | 9 | 魏瓦奇 上(Witwicky: Part 1)                    | 待補                                                 | 待補                          |
| 二   | 10 | 魏瓦奇 下(Witwicky: Part 2)                    | 待補                                                 | 待補                          |
| 二   | 馬爾托金剛們終於集齊最後一塊尚未被狂派所持有的餘燼礦石碎片，馬爾家一家在穀倉底下興奮的慶祝，然而艾力克斯發現茉關於魏瓦奇地區的照片歷史作業還沒做完之後，要求她先完成作業才能開始慶祝。 無奈之下，小茉在同樣對魏瓦奇的歷史感到好奇的標籤的陪同之下開始完成作業內容、在魏瓦奇的各處拍照。他們來到先前茉和錘吉發現昆特紗處決者的廢墟後，標籤興奮探索時，卻因為自身重量(標籤是馬爾托一家中體格最高大的)而導致洞穴坍塌，茉為了救她也跟著跳下洞窟。他們雖然成功降落，但是卻遇到了許多鑽地獸，所幸茉讓標籤關掉車燈，兩人順利逃進管道系統中。而與此同時，餘波和火舌也來到魏瓦奇深處，按照天王星的命令，儘管不知道他的全盤計畫，用賽博屠杖四處戳探，並導致整個管道系統不斷震動，最終終於將賽博屠杖插進一個岩縫中、旁邊出現發出紅光的銘文。但這也讓管道產生裂縫並滲水，讓茉和標籤被沖到泰坦金剛─泰拉托納絲面前，而她也剛好被餘波和火舌用賽博屠杖射出的混沌能量給喚醒。泰拉托納絲向他們解釋了自己的由來，也說明了昆特絲和昆特紗人的關係： 在很久以前，昆特斯至尊便使用他的聖物─餘燼礦石在不同的星球上創造生命，希望可以創造出賽博坦人未來的潛在盟友，然而，他的其中一種造物昆特紗人發現自己只是眾多造物之一後便感到被背叛、開始追殺坤特思至尊、並在他造訪過的星球上、摧毀他的造物，並將餘燼礦石的力量佔為己用，但坤特思至尊知道、這個天性暴力的物種沒有資格使用餘燼礦石的力量。最後，昆特斯至尊來到地球，一個不需要他的力量便會自行產生生命的年輕世界，並打算讓餘燼礦石沉眠於此，而面對昆特紗人的追手，昆特斯用餘燼礦石的力量創造了最後一個生命，泰坦金剛泰拉托納絲，作為餘燼礦石的守護者，將昆特紗 人騙出地球後，便一直在此守護著餘燼礦石，直到有資格的人前來使用，也就是羅比和茉。 此時，泰拉特努絲也開始受到賽博屠杖的影響，並警告、如果有人成功腐化她的火種、便能控制她，也就是天王星的計畫、透過收齊所有的腐化的餘燼礦石來控制這個無法阻擋的泰坦。羅比和茉很快將訊息傳送出去，在基地裡的馬爾托一家立刻出動，留下錘吉和艾力克斯保護餘燼礦石碎片，其他人則和博派金剛前往狂派基地以試圖阻止他們。 在狂派基地，天王星和震盪波鋼爭執時，博派便來襲了，天王星指示火舌執行人物後，雙方人馬便展開大戰。火舌來到馬爾托牧場，用能量脈衝炸暈了錘吉之後，利用自身和推奇一樣的眼睛通過身體特徵掃描，成功偷走餘燼礦石碎片、並劫走愛力克斯，原本羅比和推奇已經成功偷走狂派的餘燼礦石碎片，但是在天王星威脅殺死愛力克斯之下，不得不交給天王星。成功收集所有餘燼礦石碎片的天王星命令狂派移動，再讓火舌融合了所有碎片後、產生的電波將博派金剛、密卡登和地球金剛們都靜滯在原地。 不久之後，茉和標籤雖然成功感到泰拉托納絲的火種室，然而餘波、火舌和帶著與所有餘燼礦石碎片的天王星也來了，並將茉、標籤、趕來的羅比和從穀倉中醒過來錘吉困在門外，並在他們眼前殺死了餘波和火舌、取得他們體內的最後兩塊餘燼礦石，從而掌握了完整的混沌昆特斯之力、控制了泰拉托納絲的火種、讓其巨大的身軀從魏瓦奇底部伸起。 在天王星瘋狂的用泰坦的巨大身軀追殺羅比、茉、標籤和錘吉的過程中，直接波及到了原本在旁邊山丘上的狂派，讓震盪波意識到，天王星已經瘋了，並決定離開他的麾下，而其他狂派也決定跟隨他離開。 最後，透過坤特思至尊的力量，羅比和茉成功用一個超大的立場關注被天王星控制的泰拉托納絲、並把餘燼礦石從天王星手上奪回來、讓泰拉托納絲擺脫天王星的控制、也讓被靜滯的變形金剛們解除靜滯。然而，羅比和茉打算淨化餘燼礦石時，礦石卻爆炸後化成灰了。但羅比知道，真正的力量已經不在礦石中了，而是在他們自身體內。 |                                                |                                                      |                               |
| 三   | 1 | 必讀刊物(The Need for Read)                    | 文頓·T·赫克(Vinton T. Heuck)                         | 戴爾‧馬林沃斯基               |
| 三   | 羅比正在讀的漫畫中最關鍵、大結局的一期不見了，而唯一的一份在穹頂內的一間漫畫店內。茉、錘吉和順道而來的大黃蜂試著進入穹頂中、在不讓狂派逃脫的情況下成功為羅比取得他的漫畫。 |                                                |                                                      |                               |
| 三   | 2 | 汽車電影院大攻擊(Attack of the Drive-In Movie) | 謝爾頓‧維拉(Sheldon Vella)                           | 伊恩·布希(Ian Busch)          |
| 三   | 羅比成功邀請到暗戀的女同學伊茲來看電影，而馬爾托家決定全家動員來幫助他們的約會順利發展。不過過程中因為夜裟的超現實電影放映機(hyper-reality film projector)發揮了太好的效果而發生一連串的大混亂。 |                                                |                                                      |                               |
| 三   | 3 | 逃脫大計(The Great Escape)                     | 史庫特‧蒂韋爾(Scooter Tidwell)                       | 珍‧巴迪科夫(Jen Bardekoff)    |
| 三   | 以推奇為首，馬爾托一家的孩子們都收到了一份禮物，在解開禮物的謎題後、他們發現這是一個密室逃脫遊戲的邀請函。來到邀請函上的地點、並正確回答了售票亭的謎題後，他們拿到了門票，但同時也揭露這是Fairmaestro的計畫，為了報復他們害他失去了最受歡迎的遊樂設施(宇宙飛碟)，他挑戰他們通過他的挑戰，失敗的話就必須成為他的新設施。並持著對家人的信心，推奇同意了他的挑戰。 |                                                |                                                      |                               |
| 三   | 4 | 無人掉隊(No Soldier Left Behind)               | 文頓‧T‧赫克                                          | 馬蒂·伊森伯格(Marty Isenberg) |
| 三   | 一艘賽博坦太空船出現在地球軌道上並墜落進入穹頂，柯博文、密卡登、桃樂絲、羅比、茉、推奇、錘吉進入穹頂中進行調查，並發現這艘船是巡弋者駕駛來地球的、目的是為了尋找柯博文等和賽博坦失聯的博派成員。 |                                                |                                                      |                               |
| 三   | 5 | 烈火寒冰(Fire and Ice)                         | 謝爾頓‧維拉                                          | 愛子‧希金格(Aiko Hilkinger)   |
| 三   | 博派金剛們歡迎巡弋者的到來，但大家之間還是有一些信任的問題，包括密卡登和巡弋者、柯博文和密卡登。而在此從大黃蜂開始、某種引起狂怒的病毒開始在基地間蔓延開來。最後由夜裟推測出低溫可以消滅這種病毒後、從密卡登和柯博文開始治療大家。 |                                                |                                                      |                               |
| 三   | 6 | 事實如此(The Truth Is Out There)               | 史庫特‧蒂韋爾                                        | 伊恩‧布希                     |
| 三   | 儘管狂怒病毒已經消失了，但是問題還沒解決。巡弋者帶著羅比、錘吉，開始以回溯的方式是著找出病毒的感染源。 |                                                |                                                      |                               |
| 三   | 7 | 審判日 上(Judgment Day: Part 1)                | 文頓‧T‧赫克和謝爾頓‧維拉                             | 戴爾‧馬林沃斯基               |
| 三   | 8 | 審判日 下(Judgment Day: Part 2)                | 文頓‧T‧赫克和謝爾頓‧維拉                             | 戴爾‧馬林沃斯基               |
| 三   | 在經歷過昆特紗執行官和昆特紗變形者後，昆特紗人勢力開始大舉入侵，一艘巨大的船艦出現在穹頂上，並擊碎了穹頂、讓混沌能量風暴開始在魏瓦奇城蔓延。 |                                                |                                                      |                               |

### 日版標題列表
| 電視首播集數 | 日文標題                       | 中文翻譯                   | 首播日         | 美版原集數 |
| ------------ | ------------------------------ | -------------------------- | -------------- | ---------- |
| 第1集        |                                | 秘密寶藏                   | 2023年10月1日  | 1上半部    |
| 第2集        |                                | 朋友？                     | 2023年10月8日  | 1下半部    |
| 第3集        |                                | 登場密卡登！               | 2023年10月13日 | 2上半部    |
| 第4集        |                                | 秘密的故事                 | 2023年10月22日 | 2下半部    |
| 第5集        |                                | 加油吧大黃蜂               | 2023年10月29日 | 3上半部    |
| 第6集        |                                | 茉茉糟了！                 | 2023年11月5日  | 3下半部    |
| 第7集        |                                | 錘吉的大冒險               | 2023年11月12日 | 4 上半部   |
| 第8集        |                                | 好的嗎？壞的嗎？詐騙       | 2023年11月19日 | 4下半部    |
| 第9集        |                                | 大黃蜂的大危機             | 2023年11月26日 | 5上半部    |
| 第10集       |                                | 鬼影局之謎                 | 2023年12月3日  | 5下半部    |
| 第11集       |                                | Wakwak輪傑！               | 2023年12月10日 | 6上半部    |
| 第12集       |                                | 推奇變得更強！             | 2023年12月17日 | 6下半部    |
| 第13集       |                                | 奇怪的轉學生               | 2023年12月24日 | 7上半部    |
| 第14集       |                                | 秘密之泉                   | 2024年1月7日   | 7下半部    |
| 第15集       |                                | 交給我吧，雅希！           | 2024年1月14日  | 8上半部    |
| 第16集       |                                | 開始攻擊！音波             | 2024年1月21日  | 8下半部    |
| 第17集       |                                | 密卡登與柯博文是好夥伴嗎？ | 2024年1月28日  | 9上半部    |
| 第18集       |                                | 新的家族！？               | 2024年2月4日   | 9下半部    |
| 第19集       |                                | 歡迎！夜裟 破顎者 標籤     | 2024年2月11日  | 10上半部   |
| 第20集       |                                | 憑藉家族的力量打敗它！     | 2024年2月18日  | 10下半部   |
| 第21集       |                                | 金剛變形的標籤             | 2024年2月25日  | 11上半部   |
| 第22集       | ハッとしてネット！？           | 標籤潛入網路!?             | 2024年3月3日   | 11下半部   |
| 第23集       | えいがでさがそう！             | 我們來拍電影吧!            | 2024年3月10日  | 12上半部   |
| 第24集       | がんばれジョウブレイカー!      | 加油吧破顎者！             | 2024年3月17日  | 12下半部   |
| 第25集       | はつめいだいすきナイトシェード | 初次喜歡夜裟               | 2024年3月24日  | 13上半部   |
| 第26集       | ２ばいたのしくいきよー         | 讓兩個人一起玩得開心吧     | 2024年3月31日  | 13下半部   |
| 第27集       | かっとびーバンブルビー！       | 勝兵衛大黃蜂！             | 2024年4月7日   | 14上半部   |
| 第28集       |                                | 前進吧!死火                | 2024年4月14日  | 14下半部   |
| 第29集       |                                | 母親的禮物                 | 2024年4月21日  | 15上半部   |
| 第30集       |                                | 待補                       | 2025年4月28日  | 15下半部   |
| 第31集       |                                | 待補                       | 2024年5月5日   | 16上半部   |
| 第32集       |                                | 待補                       | 2024年5月12日  | 16下半部   |
| 第33集       |                                | 待補                       | 2024年5月19日  | 17上半部   |
| 第34集       |                                | 待補                       | 2024年5月26日  | 17下半部   |
| 第35集       |                                | 待補                       | 2024年6月2日   | 18上半部   |
| 第36集       |                                | 待補                       | 2024年6月9日   | 18下半部   |
| 第37集       |                                | 待補                       | 2024年6月16日  | 19上半部   |
| 第38集       |                                | 待補                       | 2024年6月23日  | 19下半部   |
| 第39集       |                                | 待補                       | 2024年6月30日  | 20上半部   |
| 第40集       |                                | 待補                       | 2024年7月7日   | 20下半部   |
| 第41集       |                                | 待補                       | 2024年7月14日  | 21上半部   |
| 第42集       |                                | 待補                       | 2024年7月21日  | 21下半部   |
| 第43集       |                                | 待補                       | 2024年7月28日  | 22上半部   |
| 第44集       |                                | 待補                       | 2024年8月4日   | 22下半部   |
| 第45集       |                                | 待補                       | 2024年8月11日  | 23上半部   |
| 第46集       |                                | 待補                       | 2024年8月18日  | 23下半部   |
| 第47集       |                                | 待補                       | 2024年8月25日  | 24上半部   |
| 第48集       |                                | 待補                       | 2024年9月1日   | 24下半部   |
| 第49集       |                                | 待補                       | 2024年9月8日   | 25上半部   |
| 第50集       |                                | 待補                       | 2024年9月15日  | 25下半部   |
| 第51集       |                                | 待補                       | 2024年9月22日  | 26上半部   |
| 第52集       |                                | 待補                       | 2024年9月29日  | 26下半部   |

## 爭議
2023年5月，夜裟和其非二元性別的認定遭到強烈的抗議。這場爭議起因從Twitter(現已改為X)上開始， TikTok 的 Libs帳戶分享了在第一季第17集《家園》(Home)中，夜裟和一名由艾莉莎‧穆勒雷(Alisha Mullally)配音的人類角色山姆(Sam)交談，後者也是一名非二元性別角色，代名詞是She/Them，並向夜裟提到夜裟也是「非二元」性別者，讓夜裟感到困惑，因為他不知道這是什麼意思，之後山姆向夜裟解釋非二元是指認為自己不是男性也不是女性，這樣夜裟感到感激和興奮，因為得知這樣的詞可以準確地描述他們的經歷。
梅根‧凱利(Megan Kelly)等幾位保守派人士批評該劇的LGBT訊息。勞拉‧英格拉漢姆(Laura Ingraham)也在《英格拉漢姆視角》(The Ingraham Angle)中批評本節目教導孩子們成為非二元性別者。
至於在海外播放的國家有時會以改對白來修正：例如香港ViuTV版本的《進化世代 下(Age of Evolution: Part 2)》就以柯博文問多次夜裟的名字來代替。